# Ноліта
Ноліта (англ. Nolita) — нейборгуд у боро Мангеттен у Нью-Йорк. Назва є абревіатурою від словосполучення англ. «North of Little Italy» («Північ Маленької Італії») розташована в Нижньому Манхеттені, обмежена на півночі Х'юстон-стріт, на сході Бауері, на півдні приблизно Брум-стріт і на заході Лафайєт-стріт. Розташована на схід від Сохо, на південь від Нохо, на захід від Нижнього Іст-Сайду та на північ від Маленької Італії та Чайна-тауна.

## Історія
Цей район довго вважався частиною Маленької Італії, але в останні десятиліття втратив свій впізнаваний італійський характер через швидке зростання орендної плати. Свято Сан-Дженнаро, присвячене Святому Януарію («Папа Неаполітанський»), проводиться в околицях кожного року після Дня праці, на Маллбері-стріт (Мангеттен) між Х'юстон-стріт і Гранд-стріт. Свято, відтворене на Елізабет-стріт між Прінс-стріт і Х’юстон-стріт, було показано у фільмі «Хрещений батько 2».